# Santos, São Paulo
Santos este un oraș în São Paulo (SP), Brazilia. Este înfrățit cu orașul Constanța din România. 

## Personalități născute aici
- Osvaldo Moles (1913 - 1967), jurnalist, prezentator radio;
- Gylmar dos Santos Neves (1930 - 2013), fotbalist;
- Jandira Martini (1945 - 2024), actriță;
- Alexandre Borges (n. 1966), actor;
- Djalminha (n. 1970), fotbalist;
- Axel Rodrigues de Arruda (n. 1970), fotbalist;
- Sérgio Manoel (n. 1972), fotbalist;
- Paulo Vilhena (n. 1979), actor;
- Bruno Covas (1980 - 2021), avocat, economist și politician;
- Júnior Moraes (n. 1987), fotbalist;
- Bruno Moraes (n. 1984), fotbalist;
- Emerson Palmieri (n. 1994), fotbalist;
- Luis Phelipe (n. 2001), fotbalist.